# Бонконте I да Монтефелтро
Бонкòнте I да Монтефèлтро (на италиански: Bonconte I da Montefeltro; * 1165 или ок. 1170, † 1241, Урбино, Графство Урбино) от рода Да Монтефелтро е италиански кондотиер, граф на Монтефелтро, 1-ви граф на Урбино от 1213 г. 

## Произход
Той е син на Монтефелтрано I да Монтефелтро (* ок. 1135; † 1202), кондотиер и политик, граф на Монтефелтро (1184 – 1202). По бащина линия е внук на граф Антонио I да Монтефелтро († ок. 1184), кондотиер. Има един брат:
- Тадео I (* 1180, † 1251), кондотиер

## Биография
Той надминава баща си по военна слава по време на борбата между император Фридрих II и краля на Сицилия. Войната между двамата монарси започва през 1190 г. и приключва през 1194 г. Бонконте оставя своя отпечатък особено по време на обсадата на Неапол (1191) редом с Хайнрих IV срещу нормандския претендент за Кралство Сицилия, Танкред от Лече. По-късно служи под знамето на Филип Швабски. 
Бонконте I, който наследява баща си през 1202 г., застава на страната на Фридрих II. Когато Фридрих II е издигнат за император през 1213 г., той предоставя на Бонконте феодалното владение Урбино с неговото графство. Жителите на Урбино, свикнали със свободата, едва след много тежки борби приветстват семейство Да Монтефелтро като господари.
През 1228 г. той и брат му Тадео се обявяват за граждани на град Римини и поставят всичките си земи под закрилата на тази република. Когато избухва война между жителите на Фаенца и Равена, Бонконте, заедно с жителите на Форли, Римини и Бертиноро, се сражава на страната на Равена. Съюзник на Фридрих II, той е отлъчен от Църквата от папа Инокентий IV.  Въпреки че побеждават, те са сериозно измамени от жителите на Фаенца, които, възползвайки се от удобния момент, избиват враговете им. Бонконте се завръща в Урбино с няколко дрипави и победени войници, където умира четири години по-късно, през 1241 г. Неговите потомци, графовете на Урбино, водят партията на гибелините в Марке, Велико херцогство Тоскана и Херцогство Романя.

## Брак и потомство
Има четирима сина от неизвестна жена: 
- Тадео Новело да Монтефелтро, привърженик на имперската партия във войните за Сицилия ;
- Монтефелтрано II да Монтефелтро († 1254), кондотиер, господар на Урбино (1242 – 1255), граф на Монтефелтро и на Пиетрарубия, има 4 сина;
- Уголино да Монтефелтро († 1252), епископ на Монтефелтро;
- Кавалка да Монтефелтро († сл. 1294), кондотиер, гибелин, господар на замъка на Беньо, има 2 сина.